# استجابة حكومات الولايات الهندية لوباء فيروس كورونا لعام 2020
استجابت حكومات الولايات الهندية لوباء فيروس كورونا لعام 2020 في الهند بإعلانات مختلفة لحالات الطوارئ وإغلاق المؤسسات وأماكن الاجتماع العامة، وقيود أخرى تهدف إلى احتواء انتشار الفيروس.

## اللوائح على مستوى الدولة (قبل 24 مارس)
يسرد الجدول اللوائح التنظيمية على مستوى الولاية التي فرضتها الولايات المعنية والحكومات المركزية قبل 24 مارس 2020. في 24 مارس، أمر رئيس الوزراء ناريندرا مودي بإغلاق البلاد من الساعة 12:01 صباحًا في 25 مارس لمدة ثلاثة أسابيع.

## ولاية اندرا براديش
في 23 مارس، فرض جامع مقاطعة نيلور بولاية أندرا براديش القسم 144 في المقاطعة حتى 31 مارس.

## شانديغار
في 23 مارس البنجاب محافظ نائب الرئيس سينغ بادنور الذي هو أيضا مسؤول الحكومة فرض حظر التجول اعتبارا من منتصف ليلة 24 مارس.

## دلهي
في 5 مارس، أعلنت حكومة دلهي إغلاق جميع المدارس الابتدائية عبر دلهي 31 مارس كإجراء احترازي.
في 12 مارس، أعلنت إغلاق المدارس والكليات وقاعات السينما حتى نهاية مارس وأمرت بتطهير جميع الأماكن العامة كإجراء وقائي.
في 22 مارس، بعد قرار الحكومة المركزية، تم الإعلان عن إغلاق دلهي بالكامل من الساعة 6 صباحًا من 23 مارس إلى 31 مارس على الأقل. الخدمات والسلع الأساسية للمتابعة.
في 28 مارس، أقامت حكومة دلهي أكثر من 500 معسكر لإغاثة الجوع لتوفير الغذاء المجاني للأشخاص الذين تركوا محاصرين بسبب الإغلاق على الصعيد الوطني.
في 23 مارس، قال غوجارات أنه من الساعة 12 صباحًا، ستكون الولاية بأكملها تحت الإغلاق حتى 31 مارس. "تم إغلاق حدود الدولة. واضاف "سيتم اتخاذ اجراءات ضد الاشخاص الذين سينتهكون الحظر".

## هاريانا
في 24 مارس، أعلنت حكومة هاريانا إغلاقًا تامًا لهاريانا.

## هيماشال براديش
في 24 مارس، فرضت حكومة هيماشال براديش حظر تجوال على مستوى الولاية إلى أجل غير مسمى لمكافحة فيروس كورونا بعد اكتشاف أن العديد من الناس تحدى أوامر الإغلاق.
وقال رئيس الوزراء جاي رام ثاكور إن حظر التجول سيدخل حيز التنفيذ في جميع مقاطعات الولاية الـ 12 في الساعة الخامسة مساء يوم الثلاثاء.

## كارناتاكا
في 13 مارس، أمرت حكومة كارناتاكا بإغلاق مراكز التسوق والجامعات والكليات ودور السينما والنوادي الليلية والزواج والمؤتمرات وغيرها من الأماكن العامة كإجراء وقائي.
أغلقت ولاية كارناتاكا حدودها مع كيرالا لحركة مرور السيارات في أعقاب ستة أشخاص ثبتت إصابتهم بالفيروس التاجي في منطقة كاسارجود بولاية كيرالا، التي تقع على حدود كارناتاكا.

## ولاية كيرالا
أعلنت حكومة ولاية كيرالا حالة تأهب قصوى في الفترة من 4 إلى 8 فبراير، ثم مرة أخرى ابتداءً من 8 مارس 2020 بسبب حالات الإصابة بالفيروس التاجي التي تم الإبلاغ عنها في الولاية. 
في 10 مارس، أغلقت حكومة ولاية كيرالا جميع الكليات والمدارس حتى الصف السابع. كما حثت الحكومة الناس على عدم القيام بالحج وحضور التجمعات الكبيرة مثل حفلات الزفاف وعروض السينما.
في 15 مارس، أطلقت حكومة ولاية كيرالا مبادرة جديدة «كسر السلسلة» تهدف إلى تثقيف الناس حول أهمية النظافة العامة والشخصية.

## ماديا براديش

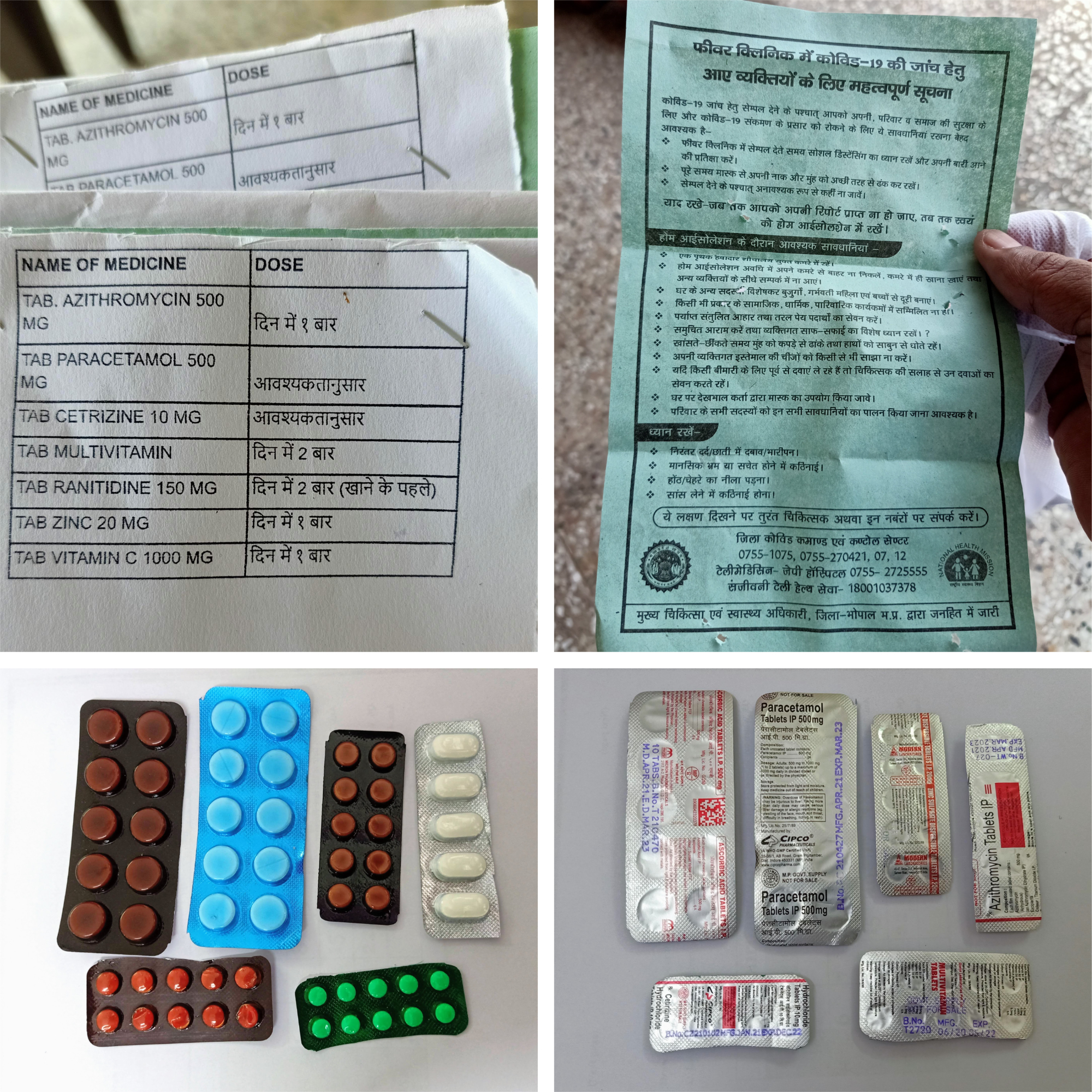
أدوية مجانية لمرض كوفيد-19 مقدمة من حكومة ولاية ماديا براديش

في 25 يناير، أصدرت حكومة ولاية ماديا براديش استشارة بشأن أعراض فيروس كورونا وإمكانية انتقالها من شخص لآخر وأمرت بتثقيف جميع المهنيين الصحيين حول نفس الشيء.
في 28 يناير، أصدرت الحكومة إخطارًا لبدء اختبار الأشخاص في المطار القادمين من الصين واليابان وتايلاند. بعد إعلان منظمة الصحة العالمية عن فيروس كورونا كحالة طارئة للصحة العامة بشأن القلق الدولي، تحركت الحكومة لرصد واختبار الأشخاص القادمين من الصين والدول المتضررة الأخرى.  
في 14 مارس، تم إغلاق جميع المدارس ودور السينما في الولاية.
في 22 مارس، أمر رئيس الوزراء بالإنابة كمال ناث بإغلاق كامل بما في ذلك جميع المؤسسات التجارية.
في 24 مارس، فرضت الحكومة حظر التجول في مدينتي بوبال وجابالبور حيث تم العثور على حالات فيروس كورونا.
في 25 مارس، أعلن شيفراج سينغ شوهان أعلن شيفراج سينغ شوهان عن تدابير رفاهية مختلفة في ظل إغلاق البلاد.
في 30 مارس، تم فرض إغلاق كامل لمدة 3 أيام بما في ذلك تعليق الخدمات الأساسية في إندور. مع ما يقرب من 60 ٪ من حالات الولاية، أصبح إندور بسرعة مركزًا لانتشار الفيروسات التاجية. يتم اتخاذ هذا القرار الصارم للسيطرة على الأمور.
في 5 أبريل، أصبحت بوبال المقاطعة الثانية في الولاية التي تذهب لإغلاق أكثر صرامة مثل إندور. سيتم إغلاق جميع المتاجر باستثناء الأدوية والحليب. تم اتخاذ هذا القرار بعد أن تم اختبار اثنين من كبار البيروقراطيين وزير الصحة بالافي جاين جوفيل والمدير الإضافي للمعلومات / الاتصالات (الصحة) الدكتورة فينا سينها إيجابية لـكوفيد-19.

## ماهاراشترا

خريطة المناطق مع الحالات المؤكدة في ولاية ماهاراشترا

يوم 13 مارس، حكومة ماهاراشترا أعلنت انتشار وباء في مومباي، نافي مومباي، بيون، بيمبري-تشينشواد وناجبور، والتذرع بأحكام قانون الأمراض الوبائية، 1897.
في 18 مارس، أعلن اتحاد النقابات التجارية في بيون أنه سيتم إغلاق جميع المتاجر، باستثناء متاجر البقالة والصيدليات، في المدينة، مما أدى إلى إغلاق ما يصل إلى 40,000 متجر.
في 20 مارس، أعلنت حكومة الولاية عن إغلاق أماكن العمل، باستثناء الخدمات الأساسية والنقل العام، في مومباي، ومنطقة مومباي متروبوليتان، وبيون، وبمبري - تشينشواد وناجبور حتى 31 مارس.
في 22 مارس، أعلنت حكومة الولاية أنه سيتم فرض القسم 144 في جميع أنحاء الولاية، اعتبارًا من 23 مارس، مما دفع الولاية إلى الإغلاق. يُسمح فقط للموظفين الذين يعملون في الخدمات الأساسية بركوب القطارات المحلية في مومباي، وتم قطع خدمة السكك الحديدية بسبب الكثير مما تسبب في إلغاء أكثر من 3700 قطار، وستبدأ هذه الإجراءات عندما يسري حظر التجول ولكن ستنتهي في 31 مارس.  
في 23 مارس، أعلن رئيس الوزراء إغلاق حدود جميع المناطق وحظر تجول صارم على مستوى الولاية.

## أوديشا
وقد نُسب إلى حكومة أوديشا استجابة مبكرة للوباء. في 13 مارس، أعلن رئيس الوزراء نافين بانتيك أنها «كارثة». تم إغلاق المؤسسات التعليمية والأماكن العامة الأخرى وتم تمكين المسؤولين من خلال الاحتجاج بقانون الأمراض الوبائية، 1897.
في 21 مارس، بعد التأكد من حالتين إيجابيتين لفيروس كورونا، أمرت الدولة بإغلاق 70 في المائة، بما في ذلك عاصمتها بهوبانيشوار.
في 22 مارس، قامت حكومة الولاية بتمديدها إلى إغلاق كامل حتى الساعة 9 مساءً من 29 مارس. كما تم تعليق خدمات الحافلات بين الولايات وقطارات الركاب.
وقعت الحكومة في 26 مارس / آذار اتفاقيات مع كليات الطب لإنشاء مستشفيين بسعة 1000 سرير في بوبانسوار لعلاج المرضى المصابين في غضون 15 يومًا.
في 9 أبريل، مددت حكومة الولاية الإغلاق حتى 30 أبريل. كما أُعلن أن المعاهد التعليمية ستظل مغلقة حتى 17 يونيو.

## البنجاب
في 13 مارس، أعلنت حكومات البنجاب العطلات في جميع المدارس والكليات حتى 31 مارس
في 16 مارس أصدرت حكومة البنجاب استشارة لإغلاق صالات الألعاب الرياضية والمطاعم، إلخ.
في 19 مارس / آذار، أجل مجلس التعليم في مدرسة البنجاب جميع امتحانات المجلس للصفين العاشر والثاني عشر.
20 مارس قامت حكومة البنجاب أيضا بإغلاق وسائل النقل العام في الولاية من منتصف ليلة 20 مارس وحظرت جمع أكثر من 20 شخصا.
في 22 مارس أعلنت حكومة البنجاب إغلاقًا تامًا في الولاية حتى 31 مارس 2020 باستثناء خدمات الطوارئ على طول كالا سانغيان.
في 23 مارس، فرضت حكومة البنجاب حظر تجول كامل عبر البنجاب دون أي استرخاء، وأصبحت أول دولة تفرض حظر تجوال كامل، حيث كان بعض الناس يتحدون لمتابعة الإغلاق بجدية. [19] فرضت حكومة البنجاب عقوبات على 20 روبية مقابل الغذاء المجاني والأدوية للفقراء من صندوق الإغاثة CM ، وتعهد الوزراء براتب شهر مقابل الجهود المبذولة للسيطرة على كوفيد-19.
في 24 مارس، أنشأ رئيس وزراء البنجاب صندوق إغاثة كوفيد لاستخدامه من أجل متابعة الأشخاص الذين يعانون من الكرب بسبب فيروس كورونا.
في 10 أبريل / نيسان، مددت حكومة البنجاب إغلاق الولاية حتى 30 أبريل / نيسان.

## راجستان
في 19 مارس، تم فرض القسم 144 في راجستان بعد أن أثبتت إصابة ثلاثة أفراد من الأسرة في فيروس كورونا. 
كانت الولاية أول من أعلن إغلاقًا كاملاً بدءًا من 22 مارس، مع منع الخدمات الأساسية. في 22 مارس، حظرت حكومة راجستان خدمات النقل العام في الولاية.
في 24 مارس، حظرت الدولة جميع المركبات الخاصة في الطرق بعد أن اجتازت حالات الفيروس 32 حالة في الولاية.  كما أعلنت حكومة الولاية حصصًا غذائية مجانية لمدة شهرين للأسر المشمولة بموجب قانون الأمن الغذائي الوطني. تمت الإشادة بـ «نموذج بيلوارا» للدولة على مستوى الدولة لفعاليته في احتواء الفيروس.
في 11 أبريل، أعلنت حكومة الولاية عن مساعدة مالية قدرها 50 جنيهًا استرلينيًا لعائلة الموظفين الحكوميين الذين ماتوا بسبب المرض أثناء عمليات مكافحة التلفون 19.
كانت حكومة الولاية أول من بدأ الاختبار السريع لـكوفيد-19 من خلال مجموعات الاختبار السريع في 17 أبريل. يعطي نتائج فورية على أساس وجود الأجسام المضادة في الدم، مما ساعد في عزل الشخص المشتبه فيه بسرعة.

## تاميل نادو
في 30 يناير، وضعت الدولة 78 شخصًا وصلوا من الصين تحت الحجر الصحي.
في 20 مارس، أغلقت حكومة تاميل نادو جزئياً حدودها مع كارناتاكا وكيرالا وأندرا براديش في 20 مارس حتى 31 مارس وشكلت فرقة عمل لرصد التدابير الوقائية ضد تفشي الفيروس عن كثب.  
في 21 مارس، أجلت حكومة الولاية امتحانات مجلس الفئة 10 SSLC إلى ما بعد 14 أبريل، والتي كان من المقرر أن تبدأ في 27 مارس.
لم تسمح تاميل نادو للزوار في السجون خلال حظر التجول في جاناتا، ولا يُسمح بالصيد.  في 22 مارس، مددت حكومة الولاية «حظر تجوال جاناتا» حتى صباح يوم الاثنين 5 صباحًا.
في 23 مارس، فرضت حكومة الولاية القسم 144 من 24 مارس الساعة 6 مساءً حتى 31 مارس والذي يحظر التجمعات لأكثر من 5 أشخاص.
في 24 مارس، أعلن وزير الصحة عن مستشفى مخصص لعلاج مرضى فيروس كوفيد-19. تم تحويل مستشفى عماندرة الحكومي متعدد التخصصات الذي تم بناؤه حديثًا إلى منشأة خاصة بها 350 سريرًا لعلاج مرضى كوفيد-19 حصريًا.
في 2 أبريل، أعلنت حكومة الولاية عن حزمة رعاية بقيمة 1000 روبية وحصة من الإمدادات الغذائية لكل أسرة.

## تيلانجانا
في 17 مارس، بدأت حكومة تيلانجانا في تنفيذ فحص الأشخاص الذين يدخلون تيلانجانا من ماهاراشترا في أربع نقاط دخول.
في 22 مارس، أعلنت حكومة الولاية عن إغلاق على مستوى الولاية مع ظهور خمس حالات أخرى. بينما يدعم نداء رئيس الوزراء جاناتا لحظر التجول، ناشد رئيس وزراء تيلانجانا ك. تشاندراشيكار راو أهالي تيلانجانا بالبقاء في الداخل لمدة 24 ساعة من الساعة 6 صباحًا يوم الأحد (22-03-2020) من أجل احتواء الانتشار المحتمل لفيروس كورونا.
في 23 مارس، فرضت حكومة الولاية حظر التجول الليلي من الساعة 7 مساءً حتى 6 صباحًا. أثناء الإغلاق، لم يُسمح بأي مركبات على الطرق. كما أغلقت الحكومة جميع الحدود وأوقفت النقل بين الدول.

## ولاية أوتار براديش
أعلن يوغي أدتانيا في 21 مارس أن حكومة ولاية أوتار براديش قررت إعطاء 1,000 جنيه استرليني (14 دولارًا أمريكيًا) لجميع العمال الذين يتقاضون أجور يومية بسبب فيروس كورونا في الولاية.
في 22 آذار، رئيس وزراء يوجي أديتياناث أعلنت تأمين خمسة عشر مناطق في الدولة، من 22 إلى 25 مارس بما في ذلك نويدا، غازي، اجرا، عليكرة، منطقة الله أباد، كانبور، فاراناسي، بريلي، لكناو، سهارنبور، ميروت، اكيمبور، ازامجاره، جوراخبور وآخرون.
في 28 مارس، نشرت حكومة ولاية أوتار براديش 1000 حافلة لنقل العمال المهاجرين إلى مناطقهم الأصلية خلال الإغلاق الوطني.

## ولاية البنغال الغربية
في 24 مارس، بدءًا من الساعة الخامسة مساءً، تم وضع ولاية غرب البنغال بأكملها تحت الإغلاق حتى 31 مارس.